# Temozón, Yucatán
Temozón là một đô thị thuộc bang Yucatán, México. Năm 2005, dân số của đô thị này là 14008 người.